# Nureci
Nureci – miejscowość i gmina we Włoszech, w regionie Sardynia, w prowincji Oristano.
Według danych na rok 2004 gminę zamieszkiwały 393 osoby, 32,8 os./km². Graniczy z Assolo, Genoni, Laconi i Senis.